# Revingehed

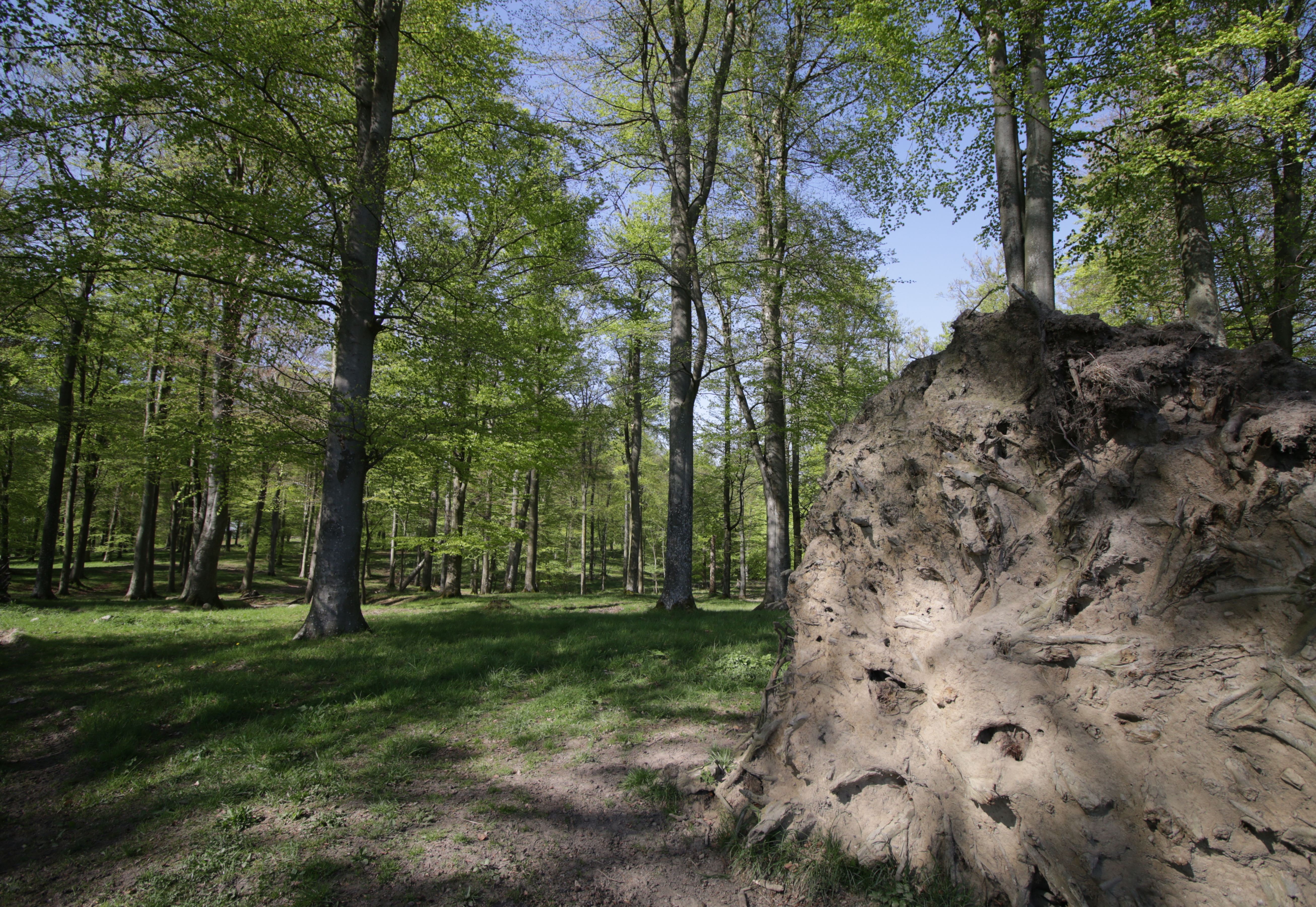
Bokskog på övningsfältet.

Revingehed är Sveriges största pansarövningsfält och ligger vid Revingeby cirka 20 kilometer öster om Lund. Fältet har en yta på cirka 4 300 ha och är ett av få övningsfält där flera pansarbataljoner kan öva samtidigt. Fältet nyttjas framför allt av Södra Skånska Regementet (P 7) som också är förlagt i anslutning till övningsfältet. Med jämna mellanrum brukar slutövningen för arméstridskrafterna äga rum i Skåne med verksamhet på Revingehed. Så skedde vid övningarna Dubbeleken 2004, Combined Challenge 2007 samt Joint Challenge 2010.
Södra skånska infanteriregementet flyttade från Tvedöra till Revingehed 1888.

## Några byggnadsminnesmärkta hus på garnisonen

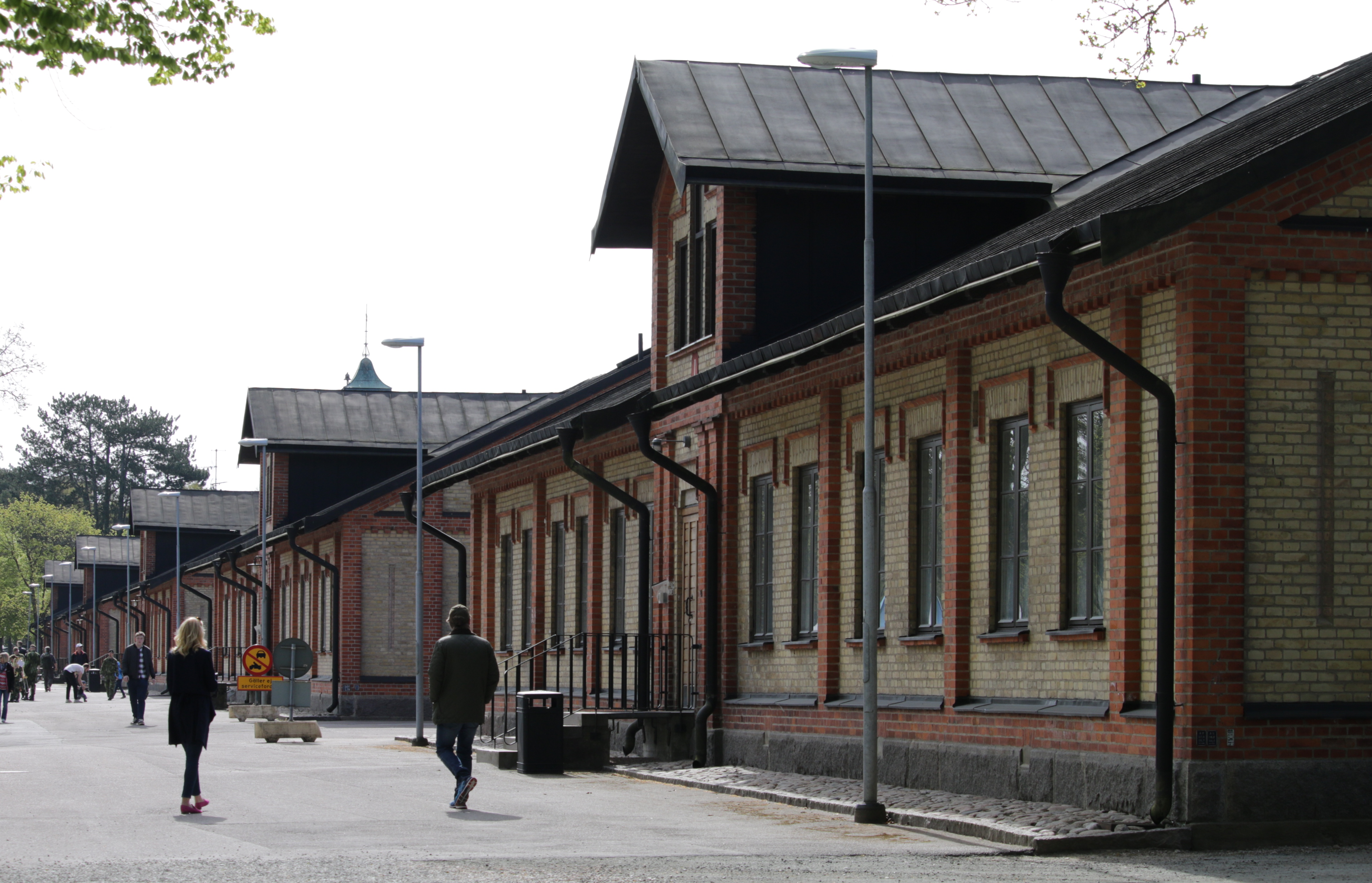
Raden av förläggningar
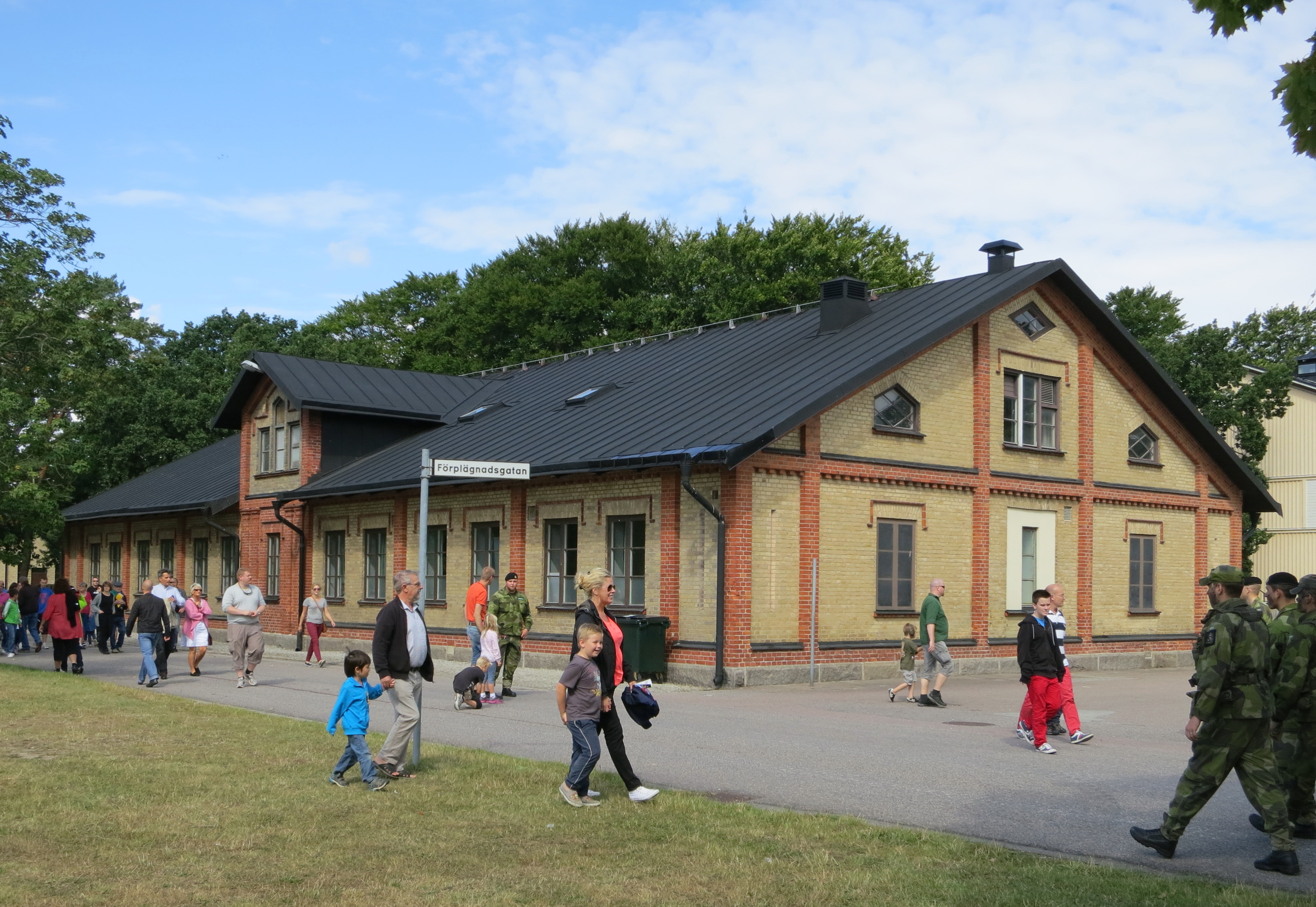
Förläggningsbyggnad
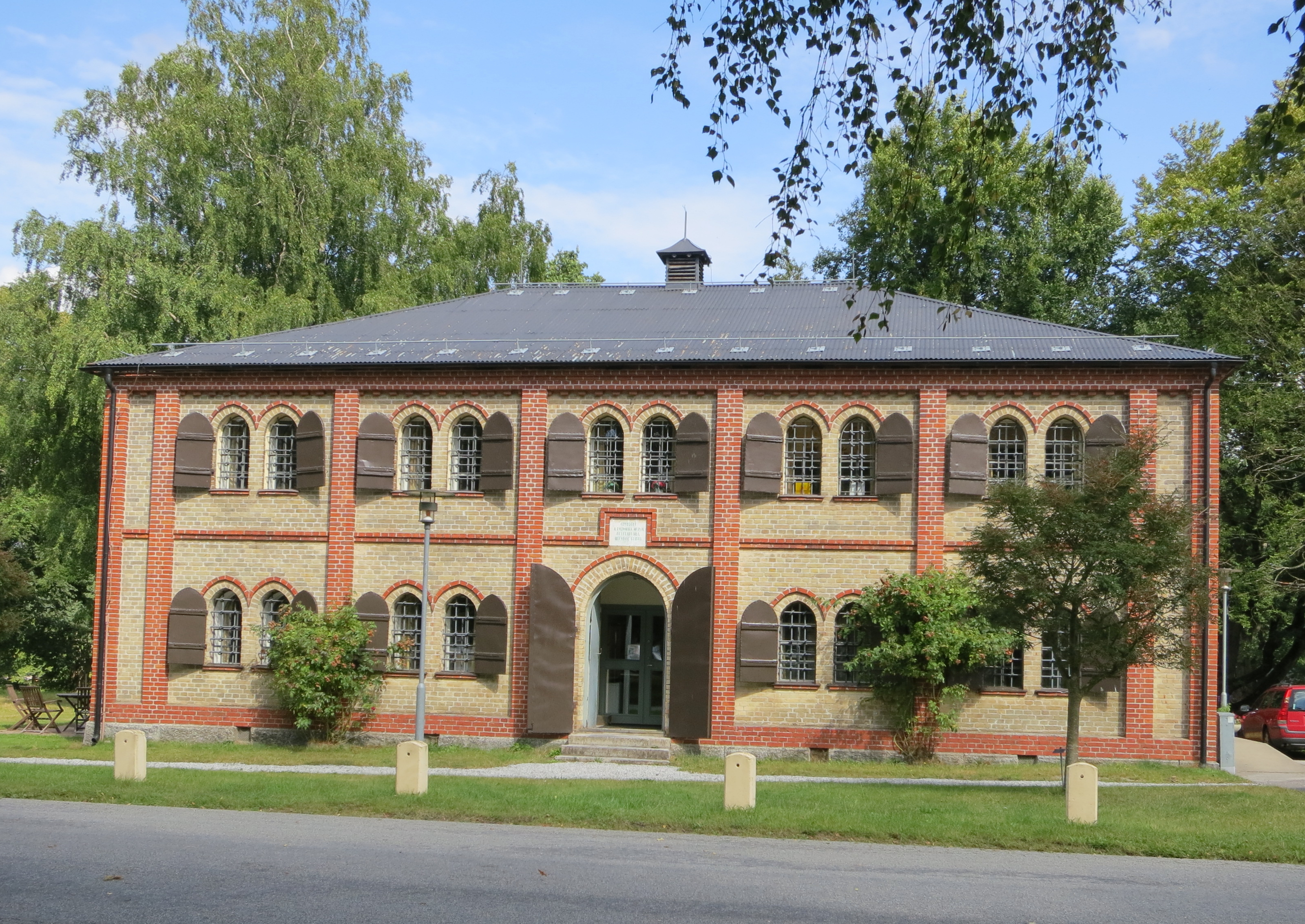
Tvedöraförrådet
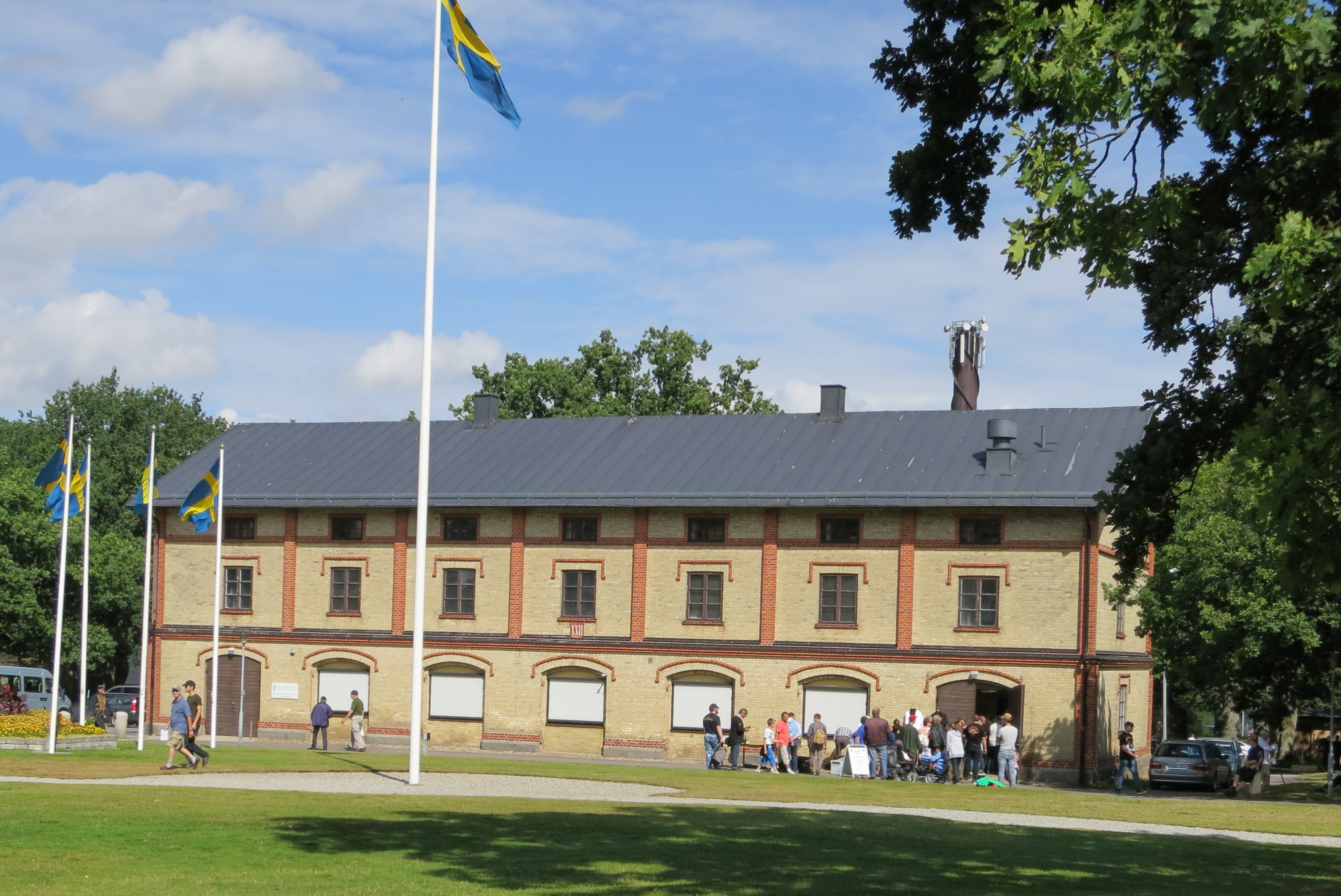
Stora förrådet
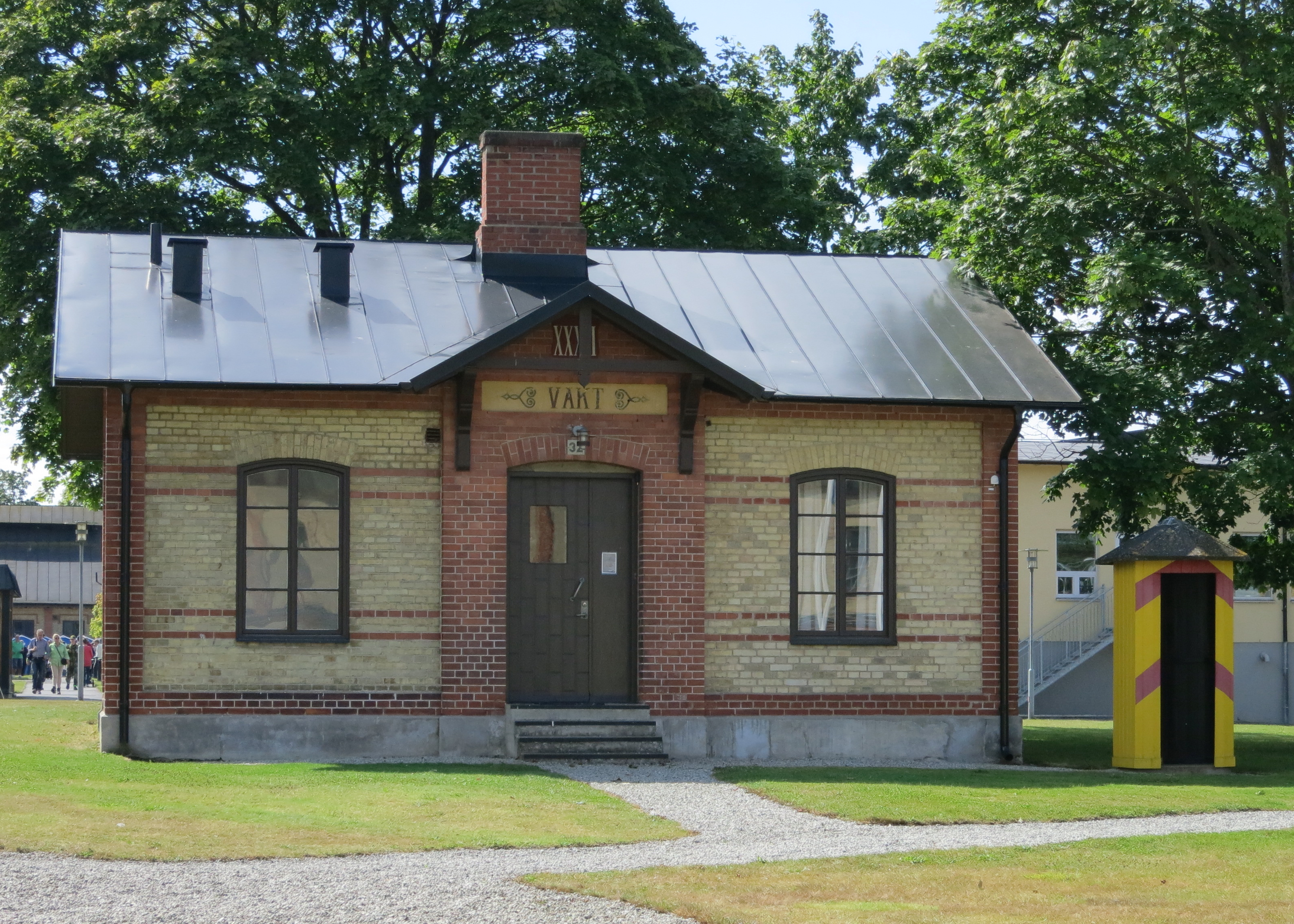
Gamla vakten